# جويضان (دوعن)
'

تعديل مصدري - تعديل

جويضان هي إحدى قرى عزلة صيف بمديرية دوعن التابعة لمحافظة حضرموت، بلغ تعداد سكانها 449 نسمة حسب تعداد اليمن لعام 2004.